# Вегалта Сэндай
«Вегалта Сэндай» (яп. ベガルタ仙台 Бэгарута Сэндай, англ. Vegalta Sendai) — японский футбольный клуб из города Сэндай, префектура Мияги.

## История
Клуб был основан в 1988 году как футбольная секция компании «Тохоку Электрик», а в 1999 году под именем «Вегалта Сэндай» присоединился к профессиональной футбольной Джей-лиге.
Название клуба состоит из названий звёзд Вега и Альтаир, «главных героев» знаменитого японского праздника Танабата. В Сэндае ежегодно проходит самый крупный в Японии фестиваль, посвящённый этому празднику.

## Достижения
- Вице-чемпион Японии: 2012
- Победитель второго дивизиона Японии: 2009